# Lijst van Romeinse nederzettingen in Vlaanderen
De lijst van Romeinse nederzettingen in Vlaanderen is een opsomming van alle Romeinse nederzettingen die zich bevonden op het grondgebied van het huidige Vlaams gewest.

## Landelijke centra
Hier worden de landelijke centra, of vici, opgesomd.
- Asse
- Dilsen-Stokkem
- Elewijt
- Grobbendonk
- Harelbeke
- Kester
- Kontich
- Kortrijk
- Oudenburg
- Rumst
- Tienen
- Velzeke
- Waasmunster
- Wervik

## Andere nederzettingen
Hier worden andere Romeinse nederzettingen vermeld, waarvan er twijfel bestaat of ze al dan niet een vicus waren.
- Aartrijke
- Antwerpen, geen vicus.
- Destelbergen
- Hofstade (Oost-Vlaanderen)
- Kerkhove, geen vicus.
- Kruishoutem
- Merendree, vicus
- Mortsel
- Ophoven-Geistingen
- Wenduine

## Bron
- Agentschap Onroerend Erfgoed, Onderzoeksrapport Agentschap Onroerend Erfgoed. Onderzoeksbalans archeologie in Vlaanderen (Versie 1, 11/12/2008: Romeinse tijd), p. 51-52.